# Station Les Praz-de-Chamonix
Station Les Praz-de-Chamonix (Frans: Gare des Praz-de-Chamonix) is een spoorwegstation in de Franse gemeente Chamonix-Mont-Blanc. Het ligt aan de spoorlijn Saint-Gervais-les-Bains-Le Fayet - Vallorcine (grens).